# Tamba grandis
Tamba grandis là một loài bướm đêm trong họ Noctuidae.